# Arcuphantes chinensis
Espèce
Arcuphantes chinensis est une espèce d'araignées aranéomorphes de la famille des Linyphiidae.

## Distribution
Cette espèce est endémique du Shaanxi en Chine,. Elle se rencontre de 1 300 à 1 700 m d'altitude sur le Taibai Shan dans les monts Qinling.

## Description
Le mâle holotype mesure 2,13 mm et la femelle paratype 2,70 mm.

## Étymologie
Son nom d'espèce, composé de chin[a] et du suffixe latin -ensis, « qui vit dans, qui habite », lui a été donné en référence au lieu de sa découverte, la Chine.

## Publication originale
- Tanasevitch, 2006 : On some Linyphiidae of China, mainly from Taibai Shan, Qinling Mountains, Shaanxi Province (Arachnida: Araneae). Zootaxa, no 1325, p. 277-311.